# Lentinus brumalis
Lentinus brumalis — неїстівний вид грибів родини Трутовикові (Polyporaceae). Вид викликає білу гниль на мертвій листяній деревині. Lentinus brumalis поширений по всій Північній півкулі в помірних і бореальних зонах.

## Таксономія
Lentinus brumalis був вперше описаний як Boletus brumalis у 1794 році Христіаном Гендріком Персоном у його праці «Нова спроба систематичної класифікації грибів» (нім. Neuer Versuch einer systematischen Eintheilung der Schwämme). У рід Lentinus переведений у 2010 році Іваном Васильовичем Змітровичем.

## Опис

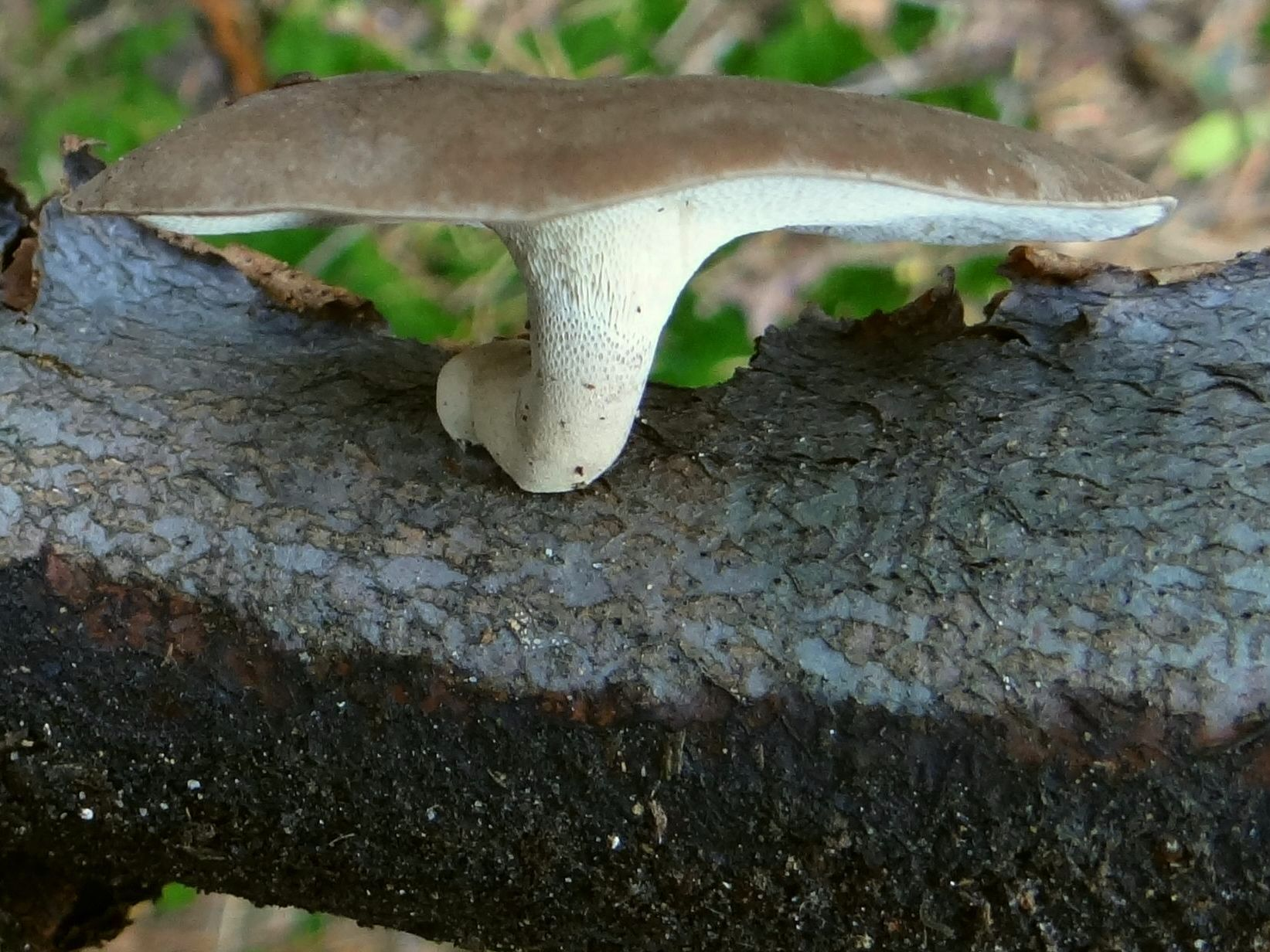
Lentinus brumalis

Lentinus brumalis має округлу широкоопуклу шапку діаметром від 1,5 до 10 см. Шапка вдавлена посередині і дещо зонована. Поверхня шапинки суха, хоча іноді може бути ворсиста. Колір варіюється від жовто-коричневого до темно-коричневого. Край шапинки часто закручений.  
Стебло від 2,5 до 4 см завдовжки і від 2 до 5 мм завширшки. Колір стебла варіюється від сірого до коричневого, іноді з червоними відтінками і, як правило, стебло світліше за шапку.  Вид не має особливого смаку чи запаху. 

## Екологія та поширення
Зростає на мертвих листяних деревах, таких як: береза, бук і горобина, хоча в деяких випадках може рости й на хвойних, таких як тсуґа і ялиця. В Узбекистані росте також на каркасі південному, вербі та тополі.  Росте вид поодиноко або невеликими групами.  У Північній Америці Lentinus brumalis частіше зустрічається на сході, де росте з червня по жовтень.  Однак у Північній Європі вид плодоносить у кінці жовтня та березня.

## Використання
Плодове тіло L. brumalis неїстівне і його ніде не використовують. 